# Orden Nacional del Mérito (Gabón)
La Orden Nacional del Mérito (Ordre national du Mérite, en francés) es una Orden de Estado concedida por el presidente de Gabón. Fue establecida en 1971 por el presidente Omar Bongo. Premia los servicios civiles y militares así como el ejercicio profesional dedicado al Estado, y es concedida en cinco grados distintos, tanto a ciudadanos gaboneses como a extranjeros.

## Condecorados
Entre los condecorados con esta orden se encuentran:
- Pierre-Emerick Aubameyang
- Omar Bongo
- Ali Bongo Ondimba
- Georges Catroux
- Manuel Corte-Real
- Michael Jackson
- Jean-Pierre Kelche
- Pascal Lamy
- Imelda Marcos
- Marie-Madeleine Mborantsuo
- Henri Minko
- Ben Moreell
- Séraphin Moundounga
- Charles-Ferdinand Nothomb
- Jean Ping
- Rose Christiane Raponda
- Louis Sanmarco
- Al Waleed Bin Talal
- Tristan Vieljeux

## Grados
La Orden tiene cinco grados:
- Gran-Cruz (Grand-Croix).
- Gran-Oficial (Grand-Officier).
- Comendador o Comendadora (Commandeur ou Commandeure).
- Oficial (Officier).
- Caballero o Dama (Chevalier ou Dame).